# جووانی برونرو
جووانی جوسپه برونرو (۱۰ آوریل ۱۸۹۵ در سان مائوریتسیو کاناوسه، پیمونت – ۲۳ نوامبر ۱۹۳۴) یک رکابزن حرفه‌ای ایتالیایی بود که در رشتهٔ دوچرخه‌سواری جاده فعالیت می‌کرد. او توانست برندهٔ سه دورهٔ جیرو دیتالیا در سال‌های ۱۹۲۱، ۱۹۲۲ و ۱۹۲۶ شود. همچنین دو بار برندهٔ تور لمباردی و یک بار برندهٔ میلان–سانرمو شد.

## زندگی‌نامه
جووانی برونرو در سان مائوریتسیو کاناوسه زاده شد. او در سال ۱۹۱۹ حرفه‌ای شد و در مسابقهٔ میلان–سانرمو به مقام پنجم دست یافت. در سال ۱۹۲۰ در تور لمباردی بر سکوی دوم ایستاد و در میلان–سانرمو نیز پس از جیراردنگو دوم شد. برونرو در جیرو دیتالیا نیز شرکت کرد و تا پایان مرحلهٔ پنجم در رتبهٔ سوم رده‌بندی اصلی بود؛ ولی نتوانست مسابقه را به پایان برساند.
در جیروی ۱۹۲۱ برونرو در مرحلهٔ کوهستانی چهارم پس از کستانته جیراردنگو و گائتانو بلونی سوم شد. سپس در مرحلهٔ پنجم پشت سر بلونی دوم شد و به رتبهٔ سوم رده‌بندی اصلی رسید. در مرحلهٔ ششم دوباره دوم شد و فاصلهٔ زمانی خود با بلونی را کاهش داد. در مرحلهٔ هفتم که به مسافت ۳۴۱ کیلومتر میان رم و لیورنو برگزار می‌شد، توانست با فاصلهٔ بیش از دو دقیقه نسبت به بلونی از خط پایان بگذرد و علاوه بر کسب نخستین پیروزی خود، رهبری تور را به دست گیرد. برونرو رهبری را تا پایان جیرو حفظ کرد و برای نخستین بار، برندهٔ جیرو دیتالیا شد.
در جیروی ۱۹۲۲ برونرو در نخستین مرحله، چرخ خود را به صورت غیرقانونی تعویض کرد. داوران او را ۲۵ دقیقه جریمه کردند؛ ولی جیراردنگو و بلونی اعتقاد داشتند که باید از مسابقه اخراج شود. از این رو تیم‌های بیانکی و ماینو از جیرو کنار کشیدند تا تیم لنیانو که برونرو را با خود داشت، قدرتمندترین تیم مسابقه شود و چهار رکابزن نخست رده‌بندی اصلی نهایی، از این تیم بودند. پس از کناره‌گیری بیانکی و ماینو پس از مرحلهٔ سوم، رقابت اصلی میان برونرو و بارتولومئو آیمو بود. تا مرحلهٔ ششم، آیمو رهبر رده‌بندی اصلی بود؛ ولی برونرو با پیروزی در مرحلهٔ هفتم با اختلاف نزدیک به چهار دقیقه، رهبری رده‌بندی اصلی را به دست گرفت و در پایان مسابقه، برای دومین بار برندهٔ جیرو دیتالیا شد.
در سال ۱۹۲۳ برونرو با فاصلهٔ ۳۷ ثانیه نسبت به جیراردنگو قهرمانی جیرو را از دست داد. در سال ۱۹۲۴ نیز برونرو و بلونی به دلیل اختلاف مالی با تیم‌های خود، در جیرو شرکت نکردند. برونرو در همان سال در تور دو فرانس شرکت کرد و در یک مرحله برنده شد؛ ولی در مرحلهٔ ۱۴ کناره‌گیری کرد. در جیروی ۱۹۲۵ برونرو در مرحلهٔ هشتم پیروز شد؛ ولی نتوانست برتری آلفردو بیندا و جیراردنگو را بشکند و در پایان مسابقه، پس از آن‌ها در سکوی سوم ایستاد.
در جیروی ۱۹۲۶، برونرو تا آغاز مرحلهٔ هفتم پس از جیراردنگو در رتبهٔ دوم قرار داشت؛ ولی در این مرحله، به همراه بیندا فرار کرد و پشت سر او با فاصلهٔ بیش از ۲۵ دقیقه با نفر سوم از خط پایان گذشت تا رهبری مسابقه را با اختلاف بیش از ۱۵ دقیقه در دست گیرد. او در مرحلهٔ هشتم نیز پیروز شد و برتری خود را به حدود ۲۰ دقیقه رساند. برونرو رهبری مسابقه را تا پایان حفظ کرد و به سومین قهرمانی خود در جیرو دست یافت.
در سال ۱۹۲۷، برونرو در یک مرحله از جیرو پیروز شد و مسابقه را پس از بیندا در رتبهٔ دوم به پایان رساند. آخرین حضور برونرو در جیرو در سال ۱۹۲۸ با ایستادن در رتبهٔ نهم به پایان رسید.
برونرو در سال ۱۹۲۹ بازنشسته شد و در ۲۳ نوامبر ۱۹۳۴ در چیریه درگذشت.

## دستاوردها

### نتایج گرند تورها
| گرند تور | ۱۹۲۰    | ۱۹۲۱    | ۱۹۲۲    | ۱۹۲۳    | ۱۹۲۴      | ۱۹۲۵    | ۱۹۲۶    | ۱۹۲۷    | ۱۹۲۸    |
| -------- | ------- | ------- | ------- | ------- | --------- | ------- | ------- | ------- | ------- |
| جیرو     | ناتمام  | ۱       | ۱       | ۲       | –         | ۳       | ۱       | ۲       | ۹       |
| تور      | –       | –       | –       | –       | ناتمام–۱۴ | –       | –       | –       | –       |
| ووئلتا   | ناموجود | ناموجود | ناموجود | ناموجود | ناموجود   | ناموجود | ناموجود | ناموجود | ناموجود |